# Корсунський Михайло Борисович
Михайло Борисович Корсунський (нар. 1909, Київ, Київська губернія, Російська імперія — пом. 1975, Київ, Українська РСР, СРСР) — перший український тренер, який отримав почесне спортивне звання «Заслужений тренер СРСР» (1957).
Засновник і старший тренер дитячо-юнацької футбольної школи № 1 при Київському міському відділі освіти (1950–1962). Найбільш відомими серед його вихованців є: Віктор Каневський, Вадим Соснихін, Володимир Мунтян, Володимир Левченко, Віктор Кащей та Семен Альтман. 1960 року команда Михайла Корсунського здобула перемогу на Всесоюзних юнацьких змаганнях.
З 1952 по 1956 рік очолював юнацьку збірну України — переможця першостей СРСР 1952, 1955 і 1956 років у своїй віковій категорії.
Працював старшим тренером у командах «Арсенал» (Київ), «Дунаєць» (Ізмаїл), «Буковина» (Чернівці) і «Енергія» (Нова Каховка). 
Суддя республіканської категорії. Перший матч у групі «А» обслуговував 30 серпня 1951 року. У Києві, місцеві «динамівці» здобули перемогу над горьківським «Торпедо» з рахунком 2:0 (забивали — Коман і автогол). До складу суддівської бригади також входили Фастовський і Дмитрієв (головний). 
Всього провів, як боковий арбітр, дев'ять ігор (1951–1957). Найбільше — за участю «Динамо» зі столиці України (4 матчі).